# Barre (danse classique)
Pour les articles homonymes, voir barre.

En danse classique, il est traditionnel de commencer la leçon par l'échauffement des muscles, en travaillant « à la barre », c'est-à-dire en s'aidant d'un léger appui sur une barre de bois placée horizontalement le long des murs du studio de travail. Cette barre est également placée dans un lieu proche de la scène pour permettre aux danseurs de « s'échauffer » avant de monter sur le plateau. 

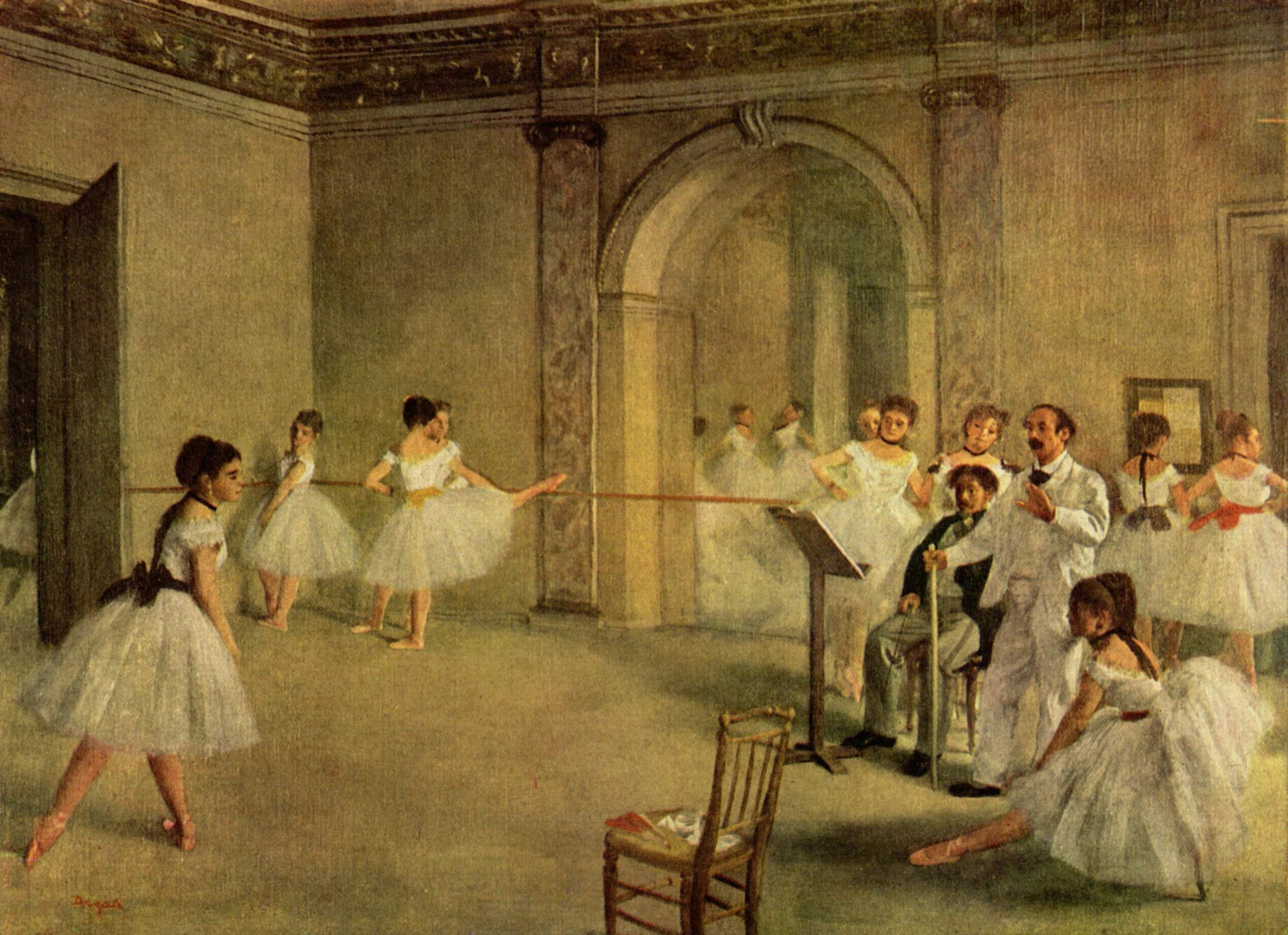
Le foyer de la danse à l'Opéra de la rue Peletier par Edgar Degas

## Introduction
Faire la barre permet de s'échauffer, et de corriger des « défauts » que l'on a pendant les variations, les adages... Elle permet de se concentrer sur les détails, les équilibres, la souplesse, etc. On dit qu'on fait « une grande barre » lorsque l'échauffement est long, et complet. On dit qu'on fait « une petite barre » lorsqu'on s'échauffe rapidement.
En studio, les danseurs font géneralement une grande barre mais si le professeur veut travailler plus le milieu ( travail sans la barre ) ils feront une petite barre.
Au théatre les danseurs ont peu de temps pour se préparer ils choisiront alors de faire une petite barre en insistant sur l'équilibre et la souplesse.

## Exemple d'une grande barre
L'ordre et la difficulté des échauffements changent selon les cours, les professeurs, et les niveaux... Quoi qu'il en soit, chaque exercice est réalisé deux fois, à droite et à gauche.
- pliés en première, seconde, quatrième, cinquième on travaille surtout le bas de jambe (mollet et chevilles) et on échauffera les muscles pour les préparer au "milieu".
- petits dégagés pour les chevilles (battements tendus)
- battements jetés
- ronds de jambe à terre
- fondus (sur demi-pointes ou pointes)
- ronds de jambes en l'air
- frappés (sur le coup de pied ou au genou)
- petits et grands battements
- jambe sur la barre
- pied dans la main
- adage à la barre

Après la barre, on passe au milieu où on travaillera plus les mouvements techniques comme les pirouettes, les sauts mais aussi les dégages et d'autres pas plus simples.